# Arainburu
De Arainburu is een 1054 meter hoge berg in de Westelijke Pyreneeën in de Spaanse regio Navarra. Op de 1131 meter hoge Mendaur (vier kilometer naar het oosten), vormt de berg het hoogste punt van de wijde omgeving. De Arainburu vormt de op twee na hoogste top van het Mendaurmassief en vormt het hoogste punt van een kamlijn die in het noorden start bij de 1037 meter hoge Komizko Gaina en in het zuidwesten eindigt bij de Loitzate (1048 m) en Iramendi (1014 m). Via een 900 meter hoge pas kan de kamlijn van de Mendaur zelf bereikt worden.
De Arainburu ligt op de waterscheiding tussen de Bidasoa in het noordoosten en zuidoosten en de Urumea in het westen. De top ligt op 23 kilometer van de Atlantische Oceaan. Indien men het westelijke einde van de Pyreneeën definieert als Cap Higuer bij de Jaizkibel, dan ligt de Arainburu op de hoofdkam van de Pyreneeën.
De top ligt op de grens van de gemeentes Zubieta en Goizueta.